# Conquesta i colonització espanyola de l'Argentina

Imperi Espanyol de Felip II, Felip III i Felip IV, incloent els territoris cartografiats i reclamats, reclamacions marítimes (mare clausum) i altres aspectes

Una part de l'actual territori de l'Argentina va ser conquerit i colonitzat per l'Imperi espanyol entre el segle xvi i principis del segle xix. En aquest període apareix precisament l'expressió «Argentina» (país de la plata) per a denominar una àrea sense límits definits que s'estenia del Riu de la Plata cap al nord-oest.
El període inclou també l'arribada per primer cop d'espanyols a diverses zones de l'actual territori argentí, moment en el qual en molts casos van adoptar el nom amb el qual els pobles indígenes ja denominaven a aquesta regió i en altres les van designar amb noms nous. En la historiografia argentina se sol usar el terme «descobriment» per referir-se a la primera vegada que alguna expedició espanyola o d'un altre origen europeu va arribar per primera vegada a algun punt de l'actual territori argentí, tot i que ja hagués estat descoberta abans per altres pobles.
L'Imperi espanyol va fundar diverses ciutats i va imposar un domini colonial sobre la població que habitava una sèrie de regions que es corresponen aproximadament amb les catorze províncies que es van confederar el 1860 per formar la República Argentina. Sobre el final del període colonial, l'Imperi espanyol va crear el Virregnat del Riu de la Plata, que incloïa a les catorze províncies esmentades i els territoris de les actuals repúbliques de Bolívia, Paraguai i Uruguai.
El període s'estén fins a la Revolució de Maig de 1810, en la qual va ser expulsat el virrei espanyol i nomenada una junta d'autogovern; en canvi, la guerra d'Independència Argentina és citada usualment com a part de la història de l'Argentina.
A causa de la butlla del Papa Pau III Sublimis Deus de 1537 que declara «homes» als indígenes, amb tots els efectes i capacitats de cristians, hi va haver un gran contrast entre la colonització espanyola, l'anglosaxona i francesa a Amèrica. A l'Imperi espanyol la unitat social es concebia a través de la unitat de la fe de l'Església catòlica. En el primer segle de la colonització espanyola va morir la major part de la població indígena, produint-se una catàstrofe demogràfica. Per compensar la manca de mà d'obra indígena causada pel col·lapse demogràfic, Espanya va introduir en l'actual territori argentí esclaus i esclaves segrestades a l'Àfrica negra.
L'època colonial a l'Argentina es divideix en tres períodes: 
- el descobriment i conquesta, durant el qual es van dur a terme les exploracions del territori i la fundació de les ciutats més grans;
- el període de les governacions, durant el qual els assentaments espanyols van lluitar contra les poblacions indígenes i van tractar de consolidar-se, registrant pocs canvis territorials i econòmics;
- el període del Virregnat del Riu de la Plata.

Una gran part del territori actual de la República Argentina i dels pobles indígenes que l'habitaven no va estar sota el domini colonial d'Espanya, principalment les regions del Chaco (sota domini wichí i qom) i pampeana-patagónica (sota domini tehueltxe-maputxe-ranquel).

## La conquesta espanyola (1516-1593)

### El descobriment de l'Argentina

Planisferi de Cantino (1502), mostra la Línia de Tordesillas amb la qual es va dividir el món el 1494. Seria aproximadament el meridià 60 en mesures actuals. En el seu extrem inferior esquerre es pot veure en blanc la zona (encara desconeguda per llavors) en la qual es trobava l'actual territori argentí

Els primers europeus que van arribar a l'àrea on està situada l'Argentina, ho van fer buscant un pas cap a Àsia; en aquells dies, Amèrica era només un obstacle entre Espanya i les riqueses de Catai i Cipangu a Àsia. A més, la zona estava situada aproximadament sobre la Línia de Tordesillas, la divisió del món que va establir el Papa Alexandre VI entre l'Imperi espanyol i l'Imperi Portuguès i, per tant, tenia per a tots dos països la condició de frontera encara no ocupada.
En una carta referida a una expedició portuguesa de 1502 en què hauria participat, Amerigo Vespucci va descriure «... un riu de més de vint llegües d'ample, a on hi ha gent que mengen carn humana». Per la seva amplada, aquest riu no va poder haver estat un altre que el Riu de la Plata, del que diversos historiadors han deduït que aquesta va ser la primera expedició europea a arribar a les aigües del Riu de la Plata i a la Patagònia. No obstant això, el fet que no s'hagi guardat registre del nom de cap altre expedicionari (amb excepció de Vespucci) ha generat una controvèrsia historiogràfica sobre la veracitat d'aquest viatge; així, mentre alguns historiadors no dubten de la identitat del riu descrit per Vespucci, altres (basant-se en les inconsistències en la mateixa i la manca d'altres fonts referides a aquesta expedició) qualifiquen les cartes d'apòcrifes.

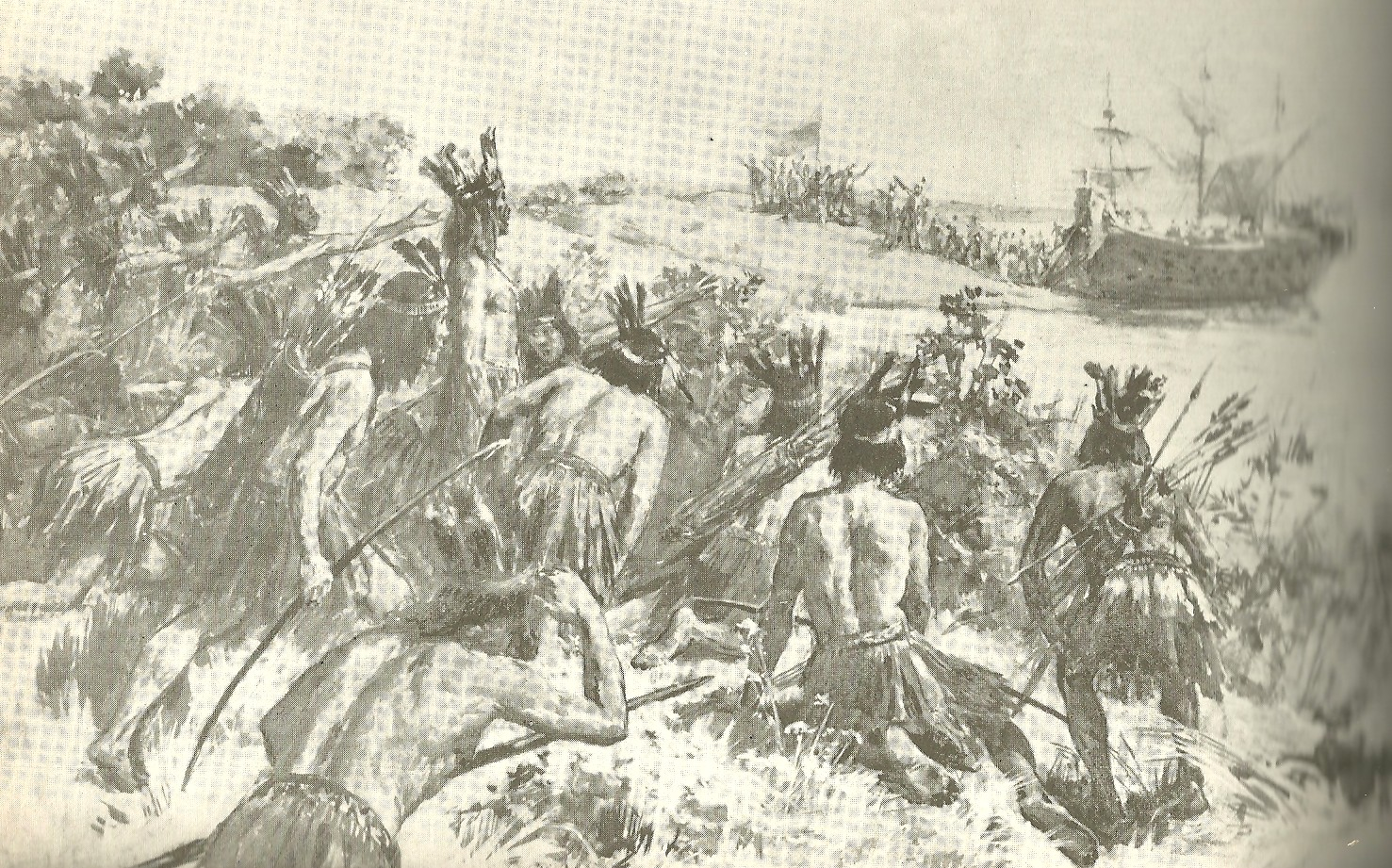
Descobriment del Río de la Plata per Juan Díaz de Solís. Solís va ser atacat, mort i menjat pels xarrues

En canvi, és segur que el navegant Juan Díaz de Solís va arribar el 1516 a l'estuari del Riu de la Plata, al que va denominar Mar Dulce; va desembarcar primerament a l'illa Martín García i després en algun punt de la riba del riu Uruguai, on va ser mort i menjat per un grup d'indígenes xarrues, o (més probablement) per guaranís.
Els anys 1519 i 1520 Fernão de Magalhães, en el primer viatge de circumval·lació del món, va recórrer tota la costa de l'actual Argentina, fins a l'estret que porta el seu nom al qual va arribar el 21 d'octubre de 1520. En el seu viatge, durant el qual va recórrer la totalitat del litoral argentí, es va trobar amb els tehueltxes, als quals per la seva altura va denominar «Patagones» (sobre la base d'un personatge de ficció de l'època), i va descobrir l'estret que porta el seu nom. Es creu que naus de l'expedició, desviades per causa d'un temporal, podrien haver arribat a les illes Malvines; en la seva expedició va viatjar Antonio Pigafetta, autor de les primeres descripcions geogràfiques del país.
El 1525 fra García Jofre de Loaisa va dirigir una expedició que va recórrer la Patagònia, i fins i tot es va establir breument a Puerto de Santa Cruz per reparar dues naus.
El 1526 l'italià Sebastià Cabot va salpar d'Espanya per dirigir-se a les illes Moluques, a Oceania, amb l'objecte de repetir el viatge de Magalhães i Elcano. En arribar a Illa Santa Catarina va prendre contacte amb els guaranís que havien pertangut a l'expedició d'Aleixo Garcia. Aquest havia estat un nàufrag d'una de les naus de Solís, que havia fet una expedició cap a l'oest, arribant fins a prop del Perú i tornant amb un enorme tresor de peces de plata, encara que havia estat mort pels indígenes. Els guaranís van informar de la llegenda del Rei Blanc, un monarca d'un país tan ric en plata que estava recobert en ell. Segons els mateixos indígenes, es podia arribar a les terres del Rei Blanc per l'ample riu que havia descobert Solís, ja que aquest s'internava cap a una terra anomenada «Serra de la Plata». L'abril del 1527 Cabot va ingressar al Riu de la Plata i el 6 d'abril va establir una petita fortalesa anomenada San Salvador, prop de l'actual ciutat de Carmelo (Uruguai). Allà va trobar a Francisco del Puerto, supervivent del grup de Solís, qui vivia amb els xarrues i li va confirmar l'existència d'un «Imperi de Plata», aigües amunt. El 9 de juny de 1527 Cabot va ordenar establir un fort al que va anomenar Sancti Spiritu, el primer assentament europeu en l'actual territori argentí, prop de l'actual ciutat de Coronda, a la boca del riu Carcarañá, en l'actual província de Santa Fe. Des el fort, Cabot va manar tres expedicions; de dues d'elles res es va saber, però la tercera, comandada per Francisco César, va arribar a una «sierra» (probablement les Serralades de Córdoba) on van trobar un poble (probablement els henia-kamiare, o «comechingones») que «tenien cura de moltons de la terra, i de la seva llana feien robes ben teixides», possiblement també obra de diaguites. Van recollir també peces de plata provinents del nord.
Cabot va remuntar el riu Paraná, arribant fins Itatí. Després va remuntar el riu Paraguai, ingressant aigües amunt pel riu Bermejo, però a causa de la resistència dels payaguaes va tornar a Sancti Spiritu. Allà es va trobar amb un altre expedicionari espanyol, Diego García de Moguer, que havia fet la mateixa ruta que Cabot; aquest havia estat el primer a anomenar a l'estuari «Riu de la Plata». García va prendre presoners a gran quantitat d'indígenes (possiblement xarrues) i els va enviar com a esclaus a Espanya, seguint viatge aigües amunt amb un petit bergantí, fins a arribar a Sancti Spiritu. Inicialment, Alejo García i Cabot van discutir sobre qui dels dos tenia el dret de conquesta. Però poc després, davant la resistència dels timbúes, tots dos van tornar a San Salvador (Uruguai), deixant una petita guarnició a Sancti Spiritu; la mateixa va ser destruïda pels timbúes al setembre de 1528. García i Cabot van decidir retirar-se definitivament a Espanya, on van difondre les notícies sobre el Rei Blanc i el Riu de la Plata.
Portuguesos i espanyols van accelerar llavors els plans per prendre possessió d'aquesta regió, que tots dos consideraven estava del seu costat de la línia de Tordesillas. El 1531, Portugal va enviar una gran expedició al comandament de Martim Alfonso de Sousa per prendre possessió del Riu de la Plata i expulsar els espanyols. Va arribar fins a l'illa Martín García, que va rebatejar Santa Anna, i es va internar pel riu Uruguai. Assabentat que els espanyols de San Salvador havien estat derrotats, va decidir retirar-se al cap de Santa María (on actualment es troba La Paloma). Allà prendre mesures astronòmiques i va arribar a la conclusió que estava del costat espanyol de la Línia de Tordesillas, pel que va tornar a Portugal sense realitzar fundació alguna.

### La conquesta del Río de la Plata

Mapa de les governacions d'Amèrica del Sud (1534-1539)

Després de la Conquesta del Perú, la Corona va lliurar títols sobre les terres de Sud-amèrica en «capitulacions»; el 1534, el territori sud-americà al sud de l'Equador va ser dividit en cinc governacions:
- Governació de Nova Castella: al nord de Cusco, assignat a Francisco Pizarro;
- Governació de Nova Toledo: al sud de la mateixa ciutat (i incloent a l'extrem nord-oest de l'actual Argentina), assignat a Diego de Almagro;
- Governació de Nova Andalusia: que incloïa la major part de l'actual nord argentí, la meitat nord de la regió de la Pampa i les províncies de Cuyo, assignat a Pedro de Mendoza;
- Governació de Nova Leon: al sud de l'anterior, assignat a Simón de Alcazaba;
- Capitulació de Pedro Sancho de la Hoz: que incloïa la meitat sud de l'actual província de Santa Cruz i prosseguia fins al cap Horn, assignat a Pedro Sancho de la Hoz (aquesta capitulació no va tenir cap efecte).

El professor Rafael Sánchez Concha afirma que tot el territori del qual formava part l'Argentina no va ser una colònia sinó un regne més dins de l'Imperi Espanyol, un regne amb la condició de virregnat en el qual, a diferència del que ha passat en el poblament d'Amèrica del Nord per part dels anglesos, els conqueridors espanyols van integrar als nadius al seu sistema social, polític i religiós, a través de l'evangelització i la hispanització. No hi va haver un pla d'extermini sistemàtic com a Amèrica del Nord (vegeu Extermini de pobles indígenes), per això tampoc es pot dir va ser una colònia.
A la pràctica, els espanyols mai van prendre control d'amplis territoris sud-americans, entre els quals es trobaven la Patagònia, la major part de la plana pampeana, i el Gran Chaco.
Pedro de Mendoza va arribar al Riu de la Plata al febrer de 1536 i va fundar el Real y Puerto de Santa María del Buen Ayre, en honor de la verge de Bonaria, patrona dels navegants. Oficialment s'ha establert que la ciutat s'hauria assentat en l'actual Parc Lezama de Buenos Aires, encara que l'exactitud de la informació no és segura. El tracte amb els pampes i querandís que habitaven l'àrea va ser al començament cordial, proveint-se l'expedició de queviures gràcies a ells; però aquests pobles eren nòmades i tenien una economia de subsistència, pel que aviat les relacions es van tensar, a causa que els espanyols demanaven el que els «indis» no tenien per donar. Així, mentre els capitans de l'expedició recorrien la regió a la recerca d'or i plata, els qui es van quedar a la ciutat guerrejaven constantment contra la població local. En aquesta situació, després d'una cruel matança d'aborígens, aquests van voltar la ciutat, portant els seus ocupants a la fam i el canibalisme.
Un lloctinent de Mendoza, Juan de Ayolas, va remuntar el riu Paraná, a la vora del qual va fundar el fort Corpus Christi, a prop de les ruïnes de Sancti Spiritus. Al nord del Paraguai, sobre el riu del mateix nom, va fundar Candelaria, des d'on sortiria en direcció a l'Alt Perú com a governador delegat.

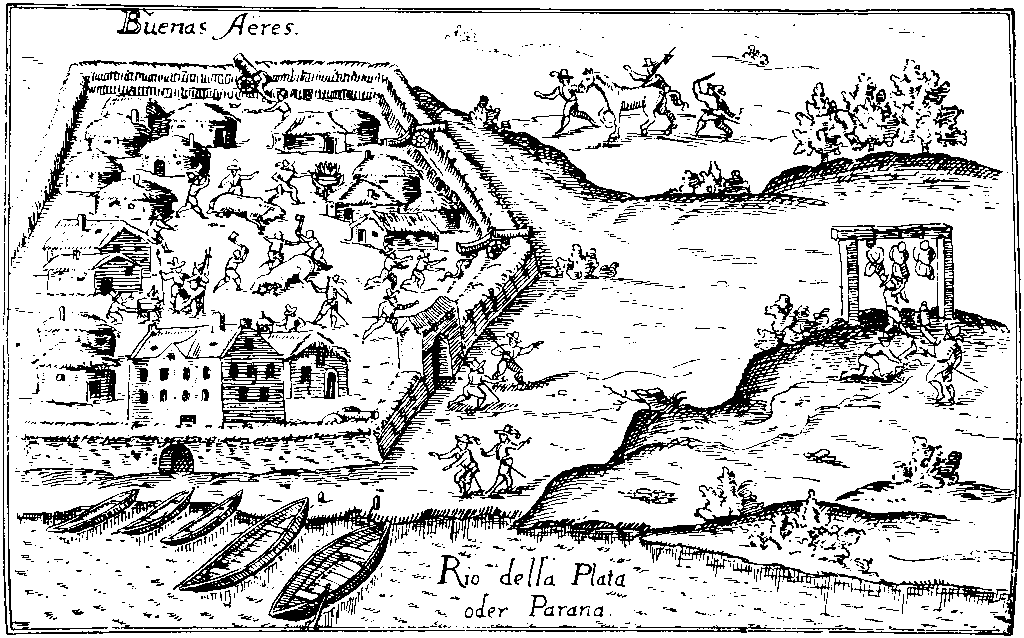
Real y Puerto de Santa María del Buen Ayre (actualment Buenos Aires), fundat el 1536 per Pedro de Mendoza y Luján

Mendoza va partir de tornada a Espanya, morint de sífilis en el trajecte. Per la seva banda, Ayolas va arribar a l'Alto Perú, descobrint l'anhelada «Sierra de la Plata» (en realitat el Cerro Rico de Potosí), a què una altra expedició espanyola havia arribat amb anterioritat. Per la seva extraordinària riquesa en plata, Potosí es convertiria en el centre econòmic de la dominació espanyola a Amèrica del Sud. En el camí de tornada, Ayolas va ser mort per indígenes del gran Chaco, possiblement payaguás.
Mentre Ayolas estava absent, Domingo Martínez de Irala i Juan de Salazar de Espinosa van continuar l'exploració del territori que envoltava a Candelaria, poblat de guaranís sedentaris, on van fundar la ciutat d'Asunción el 1537. El cabildo de la ciutat va triar governador d'Asunción a Irala, però la seva autoritat va ser discutida per Francisco Ruiz Galán, que governava Buenos Aires com a comissionat de Pedro de Mendoza. L'arribada d'una reial cèdula que donava al cabildo la potestat d'elegir els successors de Mendoza va enfortir el poder d'Irala, que va ordenar el despoblament de Buenos Aires l'any 1541. La població es va concentrar a Paraguai, on els guaranís eren nombrosos i sedentaris, passibles de ser encomendados.
Les capitulacions havien tingut pobres resultats, ja que amb prou feines havien aconseguit la fundació d'Asunción. Però aquesta ciutat perduraria, i es constituiria en la principal base espanyola per a la conquesta i colonització de gairebé tota la conca de la Plata; des d'ella es fundarien les ciutats de Villa Rica del Espíritu Santo (fundada inicialment per Juan de Salazar de Espinosa), Ontiveros i Santa Cruz de la Sierra, fundada per Ñuflo de Chávez.
Després del llarg govern d'Irala, el governador Juan de Garay va marxar cap a l'estuari del Riu de la Plata, per fundar un port que permetés comunicar el Paraguai amb Espanya. A la vora del Paraná es va trobar amb Jerónimo Luis de Cabrera, governador del Tucumán, qui li va discutir el seu dret sobre la zona. Llavors Garay va decidir fundar prop d'allí un port intermedi, Santa Fe de la Vera Cruz, fundada el 1573. La tasca de Garay es va completar el 1580, quan va fundar la ciutat de Trinidad i Puerto de Santa Maria del Buen Ayre, que amb el temps seria coneguda com a Buenos Aires.
El 1585 Alonso de Vera y Aragón va fundar Concepción del Bermejo, al centre de la regió chaquenya, i el 1588, Juan Torres de Vera y Aragón (últim adelantado del Riu de la Plata) va fundar San Juan de Vera de las Siete Corrientes.

### La conquesta de Cuyo
La regió de Cuyo va ser explorada per primera vegada per Francisco de Villagra, que portava expedicionaris des de Cusco cap a Xile; se suposa que va creuar les Serralades de Córdoba i va passar per la vall del riu Mendoza. En el seu camí va descobrir l'existència dels indígenes huarpes, de caràcter menys bel·licós que la majoria dels seus veïns.
Després del traspàs de la província del Tucumán a la dependència directa del virrei del Perú, els governants de Xile no van renunciar a estendre a l'est dels Andes; al març de 1561, Pedro del Castillo va fundar la ciutat de Mendoza, què tres any més tard va ser nomenada capital del recentment creat Corregimient de Cuyo, dependent de la Capitania General de Xile. Al juny de 1562, Juan Jufré va fundar San Juan de la Frontera, i el seu fill Luis Jufré de Loaiza y Meneses va fundar San Lluís de Loyola Nueva Medina de Rioseco el 1594 (la ciutat va ser aviat abandonada i refundada en 1596); poc temps després passaria a dir-se «San Luis de la Punta de los Venados».
Durant més d'un segle, la regió de Cuyo va viure una vida aïllada de les seves regions veïnes; la seva principal funció era proveir d'indígenes huarpes mansos per traslladar-los a Santiago de Xile, on eren sotmesos a Comanda. Diverses fonts testifiquen que aquesta va ser una de les ètnies més durament tractades pels conqueridors, que els van tractar pràcticament com a esclaus. Per a l'època de la independència de l'Argentina, els huarpes s'havien extingit com a ètnia, encara que alguns pobladors de les llacunes de Guanacache i algunes altres zones conservava certes formes de vida relacionades amb aquesta ètnia, i majoritàriament conservaven cognoms d'aquest origen.

### L'exploració de la Patagònia
Simón de Alcazaba també va viatjar a l'actual territori argentí, acompanyat d'un grup anomenat «els lleons»; a principis del 1535, l'expedició va arribar al golf de Sant Jorge (actual província de Chubut) on va fundar el fort denominat Nueva León, des del qual van realitzar diverses expedicions. No obstant això, a causa de les inclemències del clima i el terreny, els pocs supervivents es van amotinar, van matar a Alcazaba i es van dedicar a la pirateria.
Pedro Sancho de la Hoz mai va arribar al territori que li havia estat assignat; va ser ajusticiat el 1547 a Santiago de Xile.
El 1578 va vorejar la Patagònia el pirata anglès Francis Drake, que va aconseguir creuar l'Estret de Magallanes i va assolar les costes de Xile i el Perú. En resposta, el virrei Francisco Álvarez de Toledo va encarregar al navegant Pedro Sarmiento de Gamboa fortificar l'Estret i evitar que en el futur pogués ser creuada de navegants estrangers; Sarmiento de Gamboa va arribar a principis de 1580 a l'Estret, fundant allí dos precàries fortificacions, pomposament anomenades Ciudad del Nombre de Jesús (al costat del cap Vírgenes) i Ciudad del Rey Felipe. Però les poblacions no tenien cap mitjà de subsistència; Sarmiento de Gamboa va ser arrossegat molt lluny d'allà, on va ser pres presoner per vaixells anglesos. La població de les dues localitats de l'Estret van morir de fam, amb la sola excepció d'un únic marí, que va ser pres presoner pel pirata Thomas Cavendish, de qui va fugir davant de les costes peruanes.
La Patagònia no tornaria a veure intents de poblament fins a l'últim quart del segle xviii.

### La conquesta del Tucumán
L'interior argentí va començar a ser explorat poc després de la conquesta del Perú; el 1535, Diego de Almagro va recórrer el nord a la recerca d'un pas cap a Xile, però no va deixar cap fundació ni descripció del que va recórrer.
El 1543, Diego de Rojas va ingressar a la regió per la Puna, iniciant el que es coneix històricament com la Gran Entrada; lluitant freqüentment amb els indígenes que trobava al seu pas, va recórrer les actuals províncies de Salta i Santiago del Estero. Els juries d'aquesta última regió van causar la seva mort, però l'expedició va continuar al comandament de Francisco de Mendoza, arribant al riu Paraná. Els mateixos expedicionaris van assassinar Mendoza, acusant-lo de tractar-los despòticament, i van tornar al Perú. Van ser aquests expedicionaris qui van anomenar a la regió «Tucumán», potser combinant dos noms indígenes (Tucma i Tucumanaho) ubicats en diferents llocs de la regió.
El 1549 va arribar una expedició enviada pel «pacificador» Pedro de La Gasca, al comandament de Juan Núñez de Prado. El 1550 va realitzar la seva primera fundació: la ciutat de El Barco, al peu de la Serra de l'Aconquija, a l'actual província de Tucumán. Poc temps després, va arribar a la regió Francisco de Villagra, lloctinent de l'adelantado de Xile, Pedro de Valdivia, al·legant que aquestes terres corresponien a la jurisdicció de Xile; per la qual cosa Núñez del Prado va traslladar la ciutat a les Valls Calchaquies. Allà s'havien instal·lat diverses parcialitats aborígens de l'ètnia diaguita, fugint de la persecució espanyola; els mateixos van atacar repetidament la ciutat, obligant a Núñez del Barco a traslladar-la novament cap a l'est el 1552, establint-se a la vora del riu Dulce. Assabentat d'això, Valdivia va enviar a Francisco de Aguirre per reemplaçar a Núñez del Prado, a qui va arrestar i va enviar presoner al Perú. A continuació va ordenar a la població de la ciutat traslladar-se dos kilòmetres al sud, on va fundar la ciutat de Santiago del Estero (1553).
Durant deu anys, el Tucumán va seguir sent una dependència de Xile; en aquest període, Juan Pérez de Zurita va fundar les ciutats de Cañete en el lloc anomenat Ibatín, prop de la primera El Barco; Londres, a l'oest de l'actual Catamarca; i Córdoba del Calchaquí, a la vall del mateix nom.
El 1560 es va produir un alçament generalitzat dels diaguitas a les Valls Calchaquíes, dirigit per Juan Calchaquí; el governador Castañeda va ordenar despoblar totes les ciutats, amb excepció de Santiago del Estero.
El virrei del Perú va decidir llavors separar la província del Tucumán de Xile, i va enviar com a governador a Gregorio de Castañeda; aquest va fundar la ciutat de Nieva al sud de l'actual província de Jujuy.
El 1563 el rei Felip II va decretar la formació de la governació del Tucumán, que passava a dependre de l'Audiència de Charcas. Va nomenar governador de la mateixa a Francisco de Aguirre, que va derrotar i va executar a Juan Calchaquí i va refundar Londres; no obstant això, els espanyols es van mantenir allunyats de les Valls Calchaquíes. El 1565, Diego de Villarroel va fundar la ciutat de San Miguel de Tucumán a Ibatín, on abans hi havia existit Cañete. El 1567, un grup d'espanyols rebels van fundar la ciutat de Nuestra Señora de Talavera, també anomenada Esteco.
El successor d'Aguirre, Jerónimo Luis de Cabrera, va buscar desprendre de la tutela de Charcas, orientant la colonització cap a l'oceà Atlàntic per relacionar-se directament amb Espanya. Així, el 1573 va fundar la ciutat de Còrdoba de la Nueva Andalucía. A continuació es va traslladar al riu Paraná; en arribar a les seves ribes es va trobar amb el tinent de governador Juan de Garay, provinent d'Asunción, amb qui va discutir sobre els límits del Tucumán; veient la superioritat numèrica de la gent que portava Garay, va tornar a Córdoba sense fer cap fundació al Paraná. Dos anys més tard va fundar San Francisco de la Nueva Província de Álava, però aquesta va ser incendiada pels indígenes omaguacas.
El successor de Cabrera, Gonzalo de Abreu y Figueroa, va executar a Cabrera i va arrestar Garay, a qui va obligar a acompanyar-lo per enfrontar-se als calchaquíes. Després de fracassar dues vegades en la fundació d'una ciutat anomenada San Clemente a la Vall de Lerma, va haver d'abandonar novament aquesta regió. El seu successor, Hernando de Lerma, va fundar finalment la ciutat de San Felipe de Lerma del Valle de Salta, a mig camí entre els bel·licosos diaguitas i els també perillosos omaguacas.
El 1591 el governador Juan Ramírez de Velasco va fundar Todos los Santos de la Nueva Rioja. A l'any següent va fundar Madrid de las Juntas, a la riba del riu Pasaje, prop de Salta, i va ordenar traslladar-hi la totalitat de la població d'Esteco. El 1593, el seu subordinat Francisco de Argañaraz y Murguía va fundar San Salvador de Jujuy (al mateix lloc que anteriorment havien ocupat Nieva i San Francisco de Álav), a l'extrem sud de la Quebrada de Humahuaca.
El següent governador, Fernando de Zárate (primer governador del Tucumán nascut a Amèrica) va haver d'enfrontar l'alçament generalitzat dels omaguacas, dirigits pel cacic Vitilpoco, que van ser molt difícilment vençuts. En acabar el segle, només les Valls Calchaquíes seguien sent inexpugnables per als espanyols, i fins i tot s'havia aconseguit iniciar la conquesta del Chaco; durant el segle següent, la primera d'aquestes regions seria finalment ocupada, i la segona es tornaria impossible de colonitzar durant gairebé tres segles.
En 1679 s'havia fundat la Diòcesi del Tucumán; la seva seu va residir a Santiago del Estero fins al 1699, en què va ser traslladada a la ciutat de Córdoba.
Com un fet simbòlic que marcava un canvi d'època, en el mateix any de 1593 en què Zárate era nomenat governador del Tucumán, un altre nascut a Amèrica (Hernandarias) era també nomenat governador del Río de la Plata.

## Període entre la conquesta i el virregnat

### L'educació a l'època del Virregnat

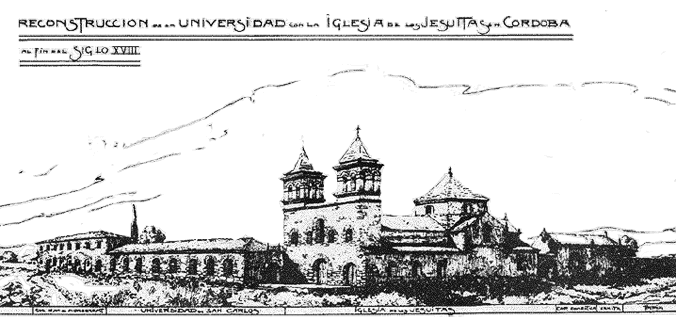
Vista de l'Illa jesuítica de Córdoba,. Aquests edificis encara es conserven. A la cantonada s'observa l'església de la Companyia de Jesús. A continuació es destaquen l'antiga seu de la Universitat (actual museu i biblioteca major) i el Col·legi Monserrat

Durant els primers anys de poblament de l'actual territori argentí, l'educació va estar centrada en l'escolaritat primària a càrrec de les ordres religioses (franciscans, dominics i més tard, jesuïtes) i basada en l'evangelització i en l'ús de l'idioma espanyol amb caràcter obligatori.
El 1589 arriba al Tucumán el sacerdot franciscà Francisco Solano, evangelitzant als aborígens de la zona durant més de catorze anys.
El 1585 els jesuïtes arriben a Santiago del Estero, el 1587 arriben a Córdoba, i el 1588 arriben els jesuïtes que després van fundar les Missions jesuítiques guaranís i en el mateix any arriben al Riu Salado per evangelitzar als pampes.
Probablement durant la governació del 27è governador de Nova Andalusia, Hernandarias (el 1596), es van establir les primeres escoles no jesuítiques a l'actual territori argentí. En 1609 concorrien a aquests establiments uns 150 alumnes. Hi va haver alguns intents per part de l'Estat d'ampliar l'educació pública com ara l'obligació per part dels Cabildos de proveir amb fons públics, de cases apropiades a les escoles i l'admissió d'un cert nombre d'alumnes, amb certificat de pobresa expedit pel mateix Cabildo, als quals s'havia de donar igual educació que els altres. Es cobraven aranzels d'un pes per mes per llegir i dos pesos per llegir, escriure i comptar.
Des de la seva arribada, els jesuïtes van erigir a Córdoba com el centre de la Província Jesuítica del Paraguai, al Virregnat del Perú. Per a això necessitaven un lloc on assentar-se i així iniciar l'ensenyament superior. Va ser així que el 1599, i després de manifestar-li aquesta necessitat al Cabildo, se'ls van lliurar els terrenys que avui es coneixen com l'Illa jesuítica.
El 1613 amb suport del Bisbe Hernando de Trejo y Sanabria, va ser fundada la Universitat jesuítica de Córdoba, la més antiga del país i una de les primeres d'Amèrica. Aquest any també es crea la Librería Grande (actualment Biblioteca Mayor), que segons registres va arribar a comptar amb més de cinc mil volums.
El 1624 va ser fundada la Universitat jesuítica de Chuquisaca, que des de la seva creació va tenir una notable influència en tota la regió de Sud-amèrica.
Els primers jesuïtes arriben a Buenos Aires el 1608, durant el govern d'Hernandarias, i funden el Col·legi de Sant Ignasi, i el 1675 funden el Reial Col·legi de Sant Carles. El 1654, el Cabildo de Buenos Aires va encomanar als jesuïtes atendre l'educació juvenil de la ciutat.
La influència jesuítica va finalitzar durant el regnat de Ferran VI d'Espanya, quan Espanya es va enfrontar amb Portugal per la colònia del Sacramento, des de la qual es facilitava el contraban britànic pel Ríu de la Plata. José de Carvajal va aconseguir el 1750 que Portugal renunciés a tal colònia i a la seva pretensió de lliure navegació pel Riu de la Plata. A canvi, Espanya va cedir a Portugal dues zones a la frontera brasilera, una a l'Amazònia i l'altra al sud, en la qual es trobaven set de les trenta reduccions guaranís dels jesuïtes. Els espanyols van haver d'expulsar els missioners jesuïtes, el que va generar un enfrontament amb els guaranís que va durar onze anys.
L'Expulsió dels jesuïtes de l'Imperi Espanyol de 1767 va fer que 2.630 jesuïtes haguessin deixar Iberoamèrica, el que va significar un terrible cop a nivell educatiu ja que la immensa majoria de les institucions educatives del territori estaven a càrrec d'ells com a professors.

### El contraban

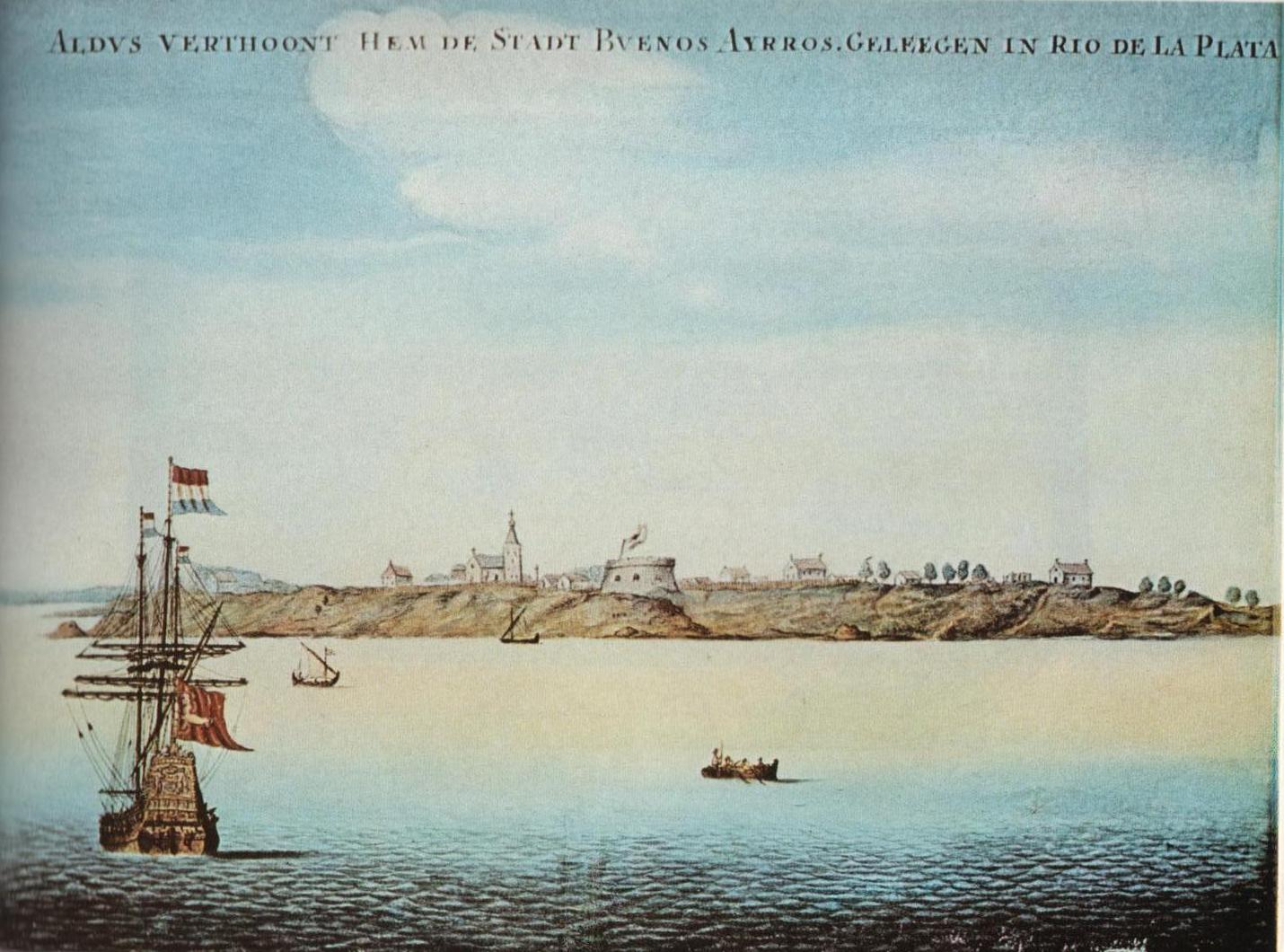
Primera vista coneguda de Buenos Aires, pintada per un navegant holandès que va fondejar al port de Buenos Aires probablement cap el 1628

Els habitants de Buenos Aires i del litoral fluvial necessitaven comprar béns que només podien ser proveïts per mar des d'Europa: mobles, roba, paper, i molt especialment objectes de ferro i bronze; però no disposaven de cap bé exportable a ultramar, de manera que només els podien pagar amb moneda. En canvi, la plana de la Pampa produïa béns apreciats al Perú; el bestiar a peu (cavalls, mules i vaques) al qual passaven creuant el Tucumán. De manera que va començar a formar-se un circuit comercial, en què el bestiar viatjava a peu fins a l'Alto Perú, on era pagat en plata que al seu torn viatjava cap al litoral i a Buenos Aires; allà la plata era utilitzada per comprar mercaderia d'ultramar. Però aquest circuit mai va arribar a establir-se de forma normal; significava una competència per als comerciants de Lima, que per ser alhora port i capital del Virregnat del Perú, al qual pertanyia Buenos Aires, van poder obtenir la protecció reial. Tot just esbossat el circuit comercial i sortits alguns embarcaments de plata, el 1594 van obtenir la prohibició reial d'exportar metalls preciosos des de Buenos Aires, amb algunes excepcions per evitar el desproveïment de la població; l'autorització de noliejar dues embarcacions anuals amb productes de la zona, principalment cuirs.
La mercaderia que arribava al litoral havia de creuar l'Atlàntic, l'istme de Panamà i part de l'oceà Pacífic, abans de recórrer més de 5000 km per terra, amb el resultat que el seu preu es multiplicava diverses vegades en el camí. En canvi, si s'aconseguia esquivar la prohibició, s'obtenia un benefici econòmic enorme; de manera que la ciutat de Buenos Aires es va especialitzar sistemàticament en el contraban. Aquest seria la principal activitat econòmica de Buenos Aires colonial, i diversos dels seus governants van ser còmplices del mateix, beneficiant econòmicament.
El contraban es realitzava en forma bastant oberta. Generalment un vaixell portuguès, holandès o francès declarava falsament una avaria a les rodalies de la llavors petita però estratègica ciutat de Buenos Aires (un llogaret, encara que amb port d'ultramar) i sol·licitava les reparacions necessàries, les quals pagava amb part de la càrrega que portava. Un altre sistema similar era ancorar sense declarar la càrrega que portava, perquè la mateixa fos decomissada i rematada en subhasta pública; el capità del vaixell negociava en secret la mercaderia, i repartia la càrrega entre els comerciants locals, cobrant dels mateixos el seu valor real. A continuació, els compradors es presentaven en la subhasta, on cada un comprava el que cadascú havia ja comprat per un valor mínim, sense competir entre ells; aquest va ser l'anomenat «contraban exemplar».
Molts comerciants van fer grans fortunes a Buenos Aires, a causa de la necessitat de béns materials i béns de producció que eren necessaris a Tucumán i l'Alto Perú, que es feien innecessàriament onerosos mitjançant el sistema de flotes i galions, que havia de travessar l'istme de Panamà, embarcats fins a Lima i després creuar els Andes, pagant drets de pas en diverses localitats. D'altra banda, la resistència reial al comerç amb els estrangers (francesos, holandesos i anglesos) va dur a repetits atacs al petit port de Buenos Aires i als vaixells que partien d'allà; per això es va fer necessari concentrar grans esforços en la defensa de la ciutat. El primer esforç en aquest sentit el va iniciar Fernando de Zárate (que per breu lapse va ocupar simultàniament les governacions del Tucumán i el Riu de la Plata) en construir el Fort de Buenos Aires.
La major part dels governants del Riu de la Plata van ser còmplices del contraban. No obstant això, alguns es van esforçar per complir les ordenances reials, per evitar la generalització de la corrupció que el contraban generava; el més destacat d'aquests va ser Hernandarias, que va lluitar durant dues dècades contra els contrabandistes. A llarg termini, però, la seva lluita va ser en va.

### Les guerres calchaquies entre espanyols i diaguites
La repressió dels indígenes de les valls Calchaquíes, el lliurament en mita de molts d'ells per treballar a les mines del Potosí, el procés de mestissatge i la gran aculturació van fer que les comanadories que havien florit a Tucumán fossin reemplaçades per una pagesia relativament lliure.
Durant tot el període de la conquesta, els espanyols no havien aconseguit penetrar en les Valls Calchaquíes, on s'havien refugiat la cultura diaguita (o pazioca), una avançada confederació de senyorius agroterrissers independents pertanyent a la Cultura Santa Maria, units per una llengua comuna (el cacán) i part al seu torn del gran grup de la civilització andina. Els espanyols es van referir als seus integrants, incorrectament, com a «calchaquies», nom corresponent a un dels senyorius diaguites. Els senyorius diaguites estaven reunits en tres grans nacions: pulars (al nord), diaguites (a l'oest) i calchaquíes (a l'est). Una antiga tradició d'independència dels diaguitas i l'escassa quantitat d'invasors espanyols al Tucumán, va permetre un seguit d'actes de defensa del seu territori per part de la Confederació Pazioca. Aquestes lluites han estat històricament conegudes com les Guerres Calchaquies, que es van estendre per més d'un segle i que van començar el 1562:
- La Primera Guerra Calchaquí es va desencadenar el 1562, i va ser conduïda el cacic Juan Calchaquí i els curacas Quipildor i Viltipoco. La confederació va aconseguir mantenir els invasors fora del seu territori, arrasant les tres ciutats noves fundades pels espanyols: Cañete, Cordoba de Calchaquí i Londres. La historiografia hispanoamericana considera a aquesta guerra com «una de les majors tragèdies de la nostra història».[47] Aquesta guerra va provocar la decisió del Rei espanyol el 1563 separar el Tucumán de Xile per a crear una governació depenent del virrei del Perú.
- La Segona Guerra Calchaquí va durar 7 anys (1630-1637) i va ser dirigida pel curaca Chalamín. Els diaguites van tornar a destruir les ciutats instal·lades pels invasors, Londres II i Nuestra Señora de Guadalupe. El 1637, l'exèrcit espanyol va atrapar i va executar al curaca Chalamín. Els habitants del seu senyoriu van ser deportats i reduïts a l'esclavitud pels espanyols.
- La Tercera Guerra Calchaquí es va estendre per vuit anys (1658-1667). Aquesta guerra va tenir la particularitat que, en els seus inicis, va participar un aventurer andalús, Pedro Bohórquez, qui sostenia ser inca i va ser acceptat com a cap militar pels diaguites. Bohórquez va maniobrar amb astúcia, va obtenir fins i tot el suport dels jesuïtes, i va organitzar un sòlid exèrcit pazioca amb el qual va mantenir el control de la regió durant diversos anys. No obstant això, el 1659 es va lliurar als espanyols amb la intenció de ser perdonat, però va ser enviat a Lima i finalment va ser executat. La confederació va continuar la guerra dirigida per José Enríquez. En ser vençuts el 1665, els quilmes, que van conduir la tercera guerra, els espanyols van disposar la seva desnaturalització ètnica i reubicació a una reducció al sud-oest de Buenos Aires.[48][49] La reducció dels quilmes va patir un accelerat retrocés demogràfic que va desarticular la comunitat, augmentat pels efectes del canvi geogràfic-ambiental, l'alta taxa de mortalitat infantil, les epidèmies i l'explotació econòmica a la qual van ser exposats.[48][50] Al començament del segle xix, els quilmes pràcticament no existien,[51] i va ser declarada extingida per un decret del 14 d'agost de 1812, emès pel govern argentí establert dos anys abans.[52]

La guerra va acabar el 2 de gener del 1667, en ser vençuda l'última parcialitat diaguita, els acalians o calians. Després d'això, els espanyols van prendre la decisió de dividir i desarrelar als pobles pazioca. Després del final de les guerres calchaquies, el governador del Tucumán, Fernando Mate de Luna, va decidir tornar a poblar la regió en què havia estat la ciutat de Londres, fundant oficialment la ciutat de San Fernando del Valle de Catamarca l'any 1683.

### Influència dels jesuïtes fins a la seva primera expulsió (1585-1767)

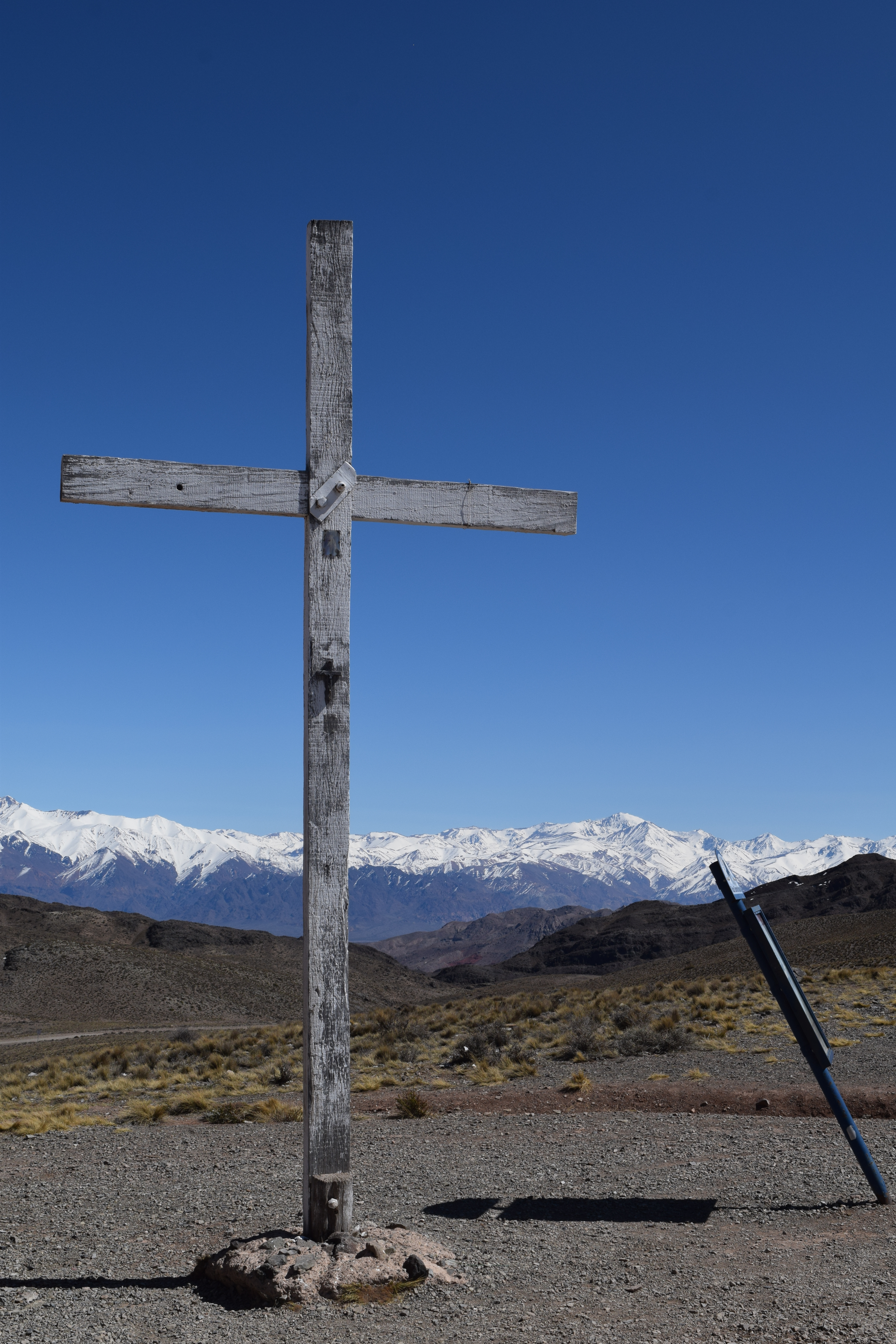
Creu construïda pels jesuïtes,

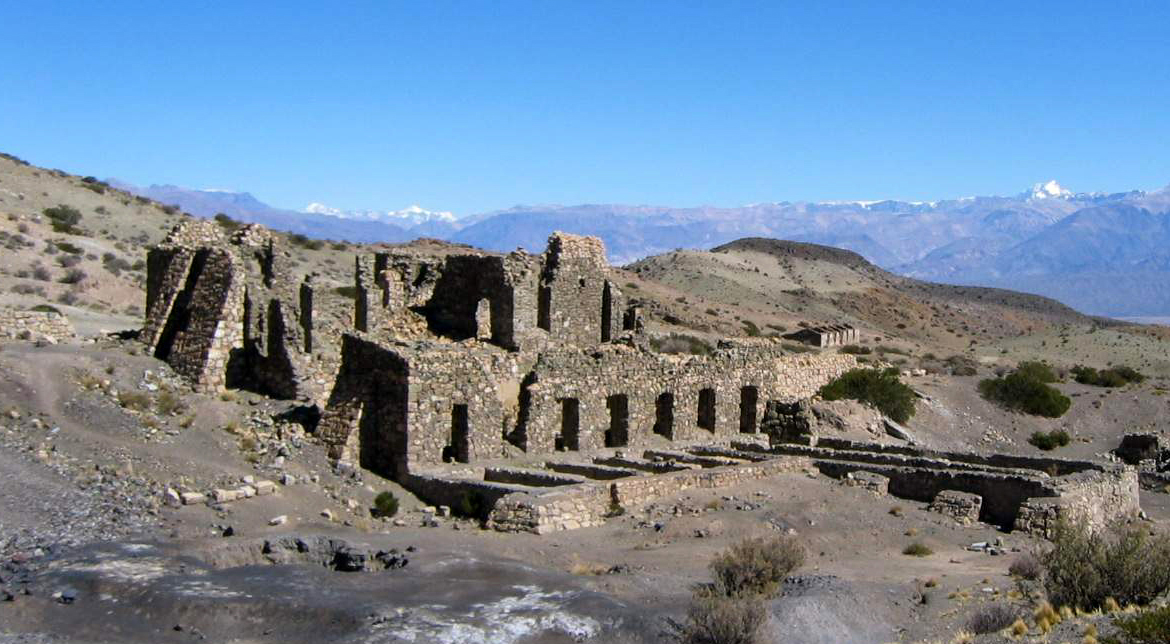
Ruïnes de la mina dels jesuïtes de Paramillos de Uspallata (vista parcial)

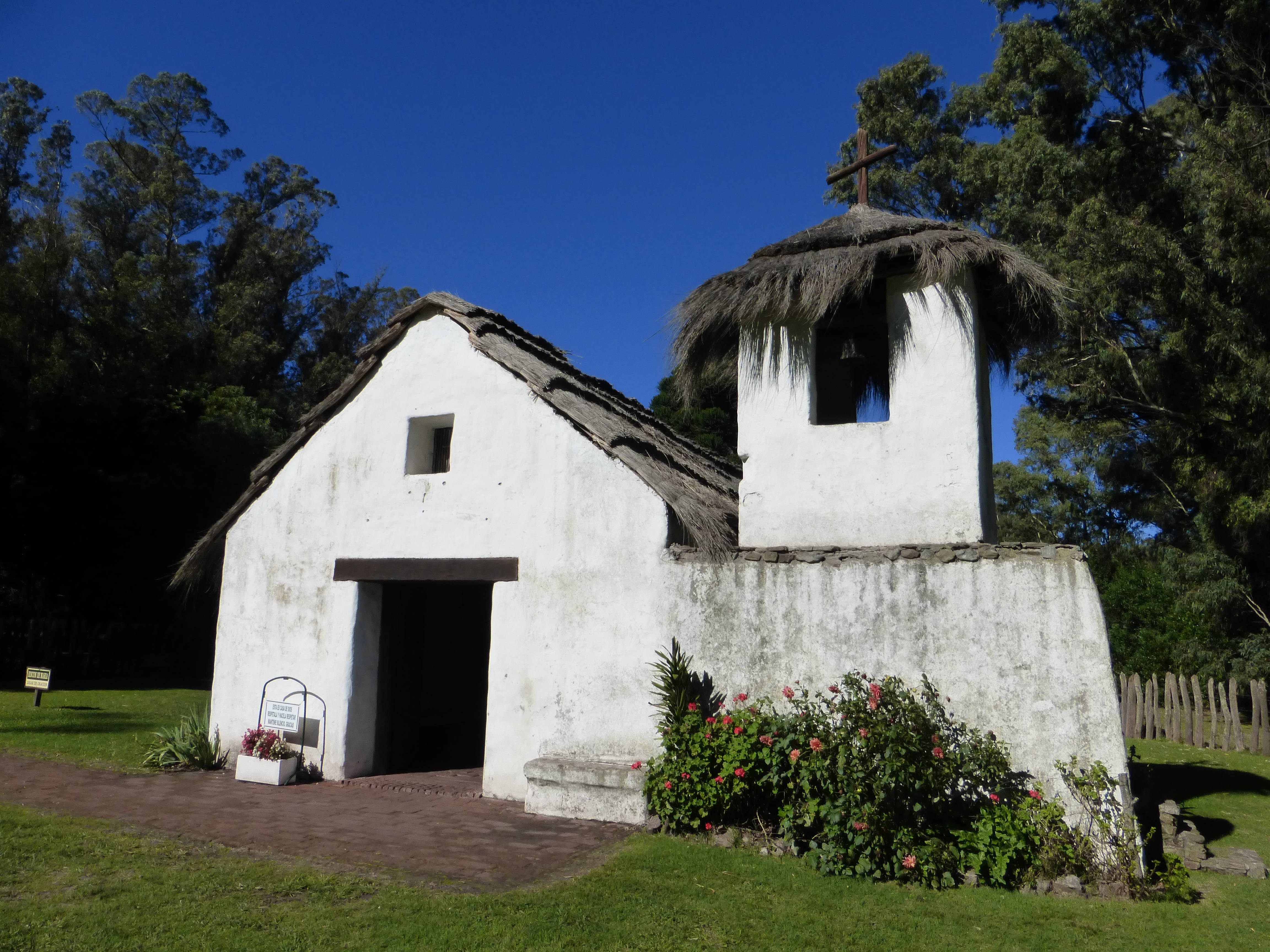
Reducció de Nostra Senyora del Pilar (reconstrucció), a la Laguna de los Padres

Tenint en compte que a l'Imperi Espanyol la unitat social es concebia a través de la unitat de la Fe de l'Església catòlica, gràcies a la cèlebre butlla del papa Pau III Sublimis Deus de 1537 que declara als indígenes homes amb tots els efectes i capacitats de cristians, hi va haver un gran contrast entre la colonització espanyola, l'anglosaxona i francesa a Amèrica.
Els jesuïtes arriben a Santiago del Estero el 1585, a Córdoba el 1585, i el 1588 arriben els jesuïtes que després van les Missions jesuítiques guaranís i al riu Salado per evangelitzar als pampes.
Des de la seva arribada, els jesuïtes van erigir a Córdoba com el centre de la Província Jesuítica del Paraguai, en el Virregnat del Perú. Per a això necessitaven un lloc on assentar-se i així iniciar l'ensenyament superior. Va ser així que 1599, i després de manifestar-li aquesta necessitat al Cabildo, se'ls van lliurar els terrenys que avui es coneixen com l'Illa Jesuítica.
Els jesuïtes van ser innovadors en l'explotació de les seves hisendes i propietats a hispanoamèrica. Durant els segles xvii i xviii van saber gestionar veritables emporis agroindustrials amb mètodes de gerència que es van avançar als utilitzats en l'actualitat. Entre ells, un dels més importants va ser l'explotació de les mines de Paramillos de Uspallata de plom, plata i zinc. A més, van afegit la participació patrimonial del recaptat en les hisendes per després ser redistribuïda entre indígenes, esclaus i empleats, de manera que es pot concloure que van ser els primers a atorgar una mena de «títols de propietat» als seus subordinats.
La finalitat d'aquestes propietats era sostenir les seves universitats (la Universitat de Córdoba fundada el 1613 i la Universitat Major, Reial i Pontifícia Sant Francesc Xavier de Chuquisaca el 1624) i col·legis, que, a causa d'una rigorosa concepció del vot de pobresa, eren gratuïts. No obstant això, la riquesa d'aquests complexos i hisendes va atreure l'ambició de les corones i particulars i, a la llarga, va ser un factor per a la supressió de l'Ordre.
En 1603, el 27è governador de Nova Andalusia, Hernandarias, va modificar la legislació sobre el treball dels aborígens, promovent la supressió de les mitas i comandories, per les quals els espanyols gaudien dels fruits del treball dels aborígens a canvi de la seva evangelització, en la pràctica inexistent. Va obtenir l'aprovació d'aquesta reforma per part del rei Felip III d'Espanya, i el1608 es va disposar la creació de les reduccions jesuítiques i franciscanes a la regió del Guayrá (actual estat de Paraná, Brasil). Les missions jesuítiques guaranís van situar-se a les regions del Guayrá, Itatín, Tapé (les tres en l'actual Brasil), Uruguai (Brasil, Argentina i Uruguai actuals), Paraná (Argentina, Paraguai i el Brasil actuals) i les àrees guaycurúés al Chaco (Argentina i Paraguai contemporanis), establertes al segle xvii dins de territoris pertanyents a l'imperi espanyol a la Governació del Riu de la Plata i del Paraguai, i les seves governacions successòries a partir de la seva divisió el 1617: la Governació del Paraguai i la Governació del Riu de la Plata, totes dependents de l'immens Virregnat del Perú.
En 1609 es funda la primera de les missions jesuítiques guaranís. Al segle xviii, les trenta missions van arribar a ser un veritable empori comercial, un «estat dins de l'estat» com l'anomenaven els seus detractors, que es va establir com un sistema d'organització econòmica i social diferent al de les colònies que les envoltaven. La seva autonomia i l'adaptació de l'organització social comunitària dels guaranís a un nou context va permetre al sistema subsistir i progressar. Les missions eren pobles indígenes, administrats pels mateixos guaranís (sota la mirada paternalista dels missioners), on la terra es dividia en dues: la Tupá mbaé (propietat de Déu, comunitària), i l'avá mbaé (propietat de l'home, per a l'explotació familiar). L'excedent era comercialitzat per totes les colònies circumdants (el Plata, Tucumán, Brasil, i fins a l'Alto Perú i Espanya) i els proporcionava mitjans als jesuïtes per expandir les missions i mantenir les seves escoles i universitats (com els que tenien a Córdoba, centre regional de la Companyia de Jesús).
Els pares jesuïtes van implementar un sistema econòmic agrícola que va ser ràpidament assimilat pels aborígens. Aquesta important agricultura va ser complementada amb la ramaderia que va subministrar als aborígens carn, llet i cuir.
Es va aconseguir que cada reducció formés una unitat econòmica independent. Com que no es tenia moneda de metall es funcionava sobre la base d'una economia de canvi, i com tenien multitud de possessions comunals, s'afavoria un intens tràfic comercial entre les reduccions promovent una integració econòmica, social i política amb seu central a Candelaria.
Cada reducció s'especialitzava en uns oficis, treballant el ferro i la plata, fusteria, cuina-forn de pa, xapat en or, vaixelles, teles, elaboració de barrets o instruments musicals. Des d'allà es promourien excel·lent escultura, pintura i música barroques guaranís.
Els principals productes comercialitzats per les missions eren l'herba mate, el tabac, el cuir i les fibres tèxtils. No obstant això, les missions van haver de suportar un fort setge dels bandeirantes, partides de portuguesos que s'internaven a la selva per «caçar indis» amb l'objecte de vendre'ls com a esclaus a la seva base de São Paulo (que irònicament va néixer com a reducció jesuïta). Les Missions van tenir un paper clau en la defensa del Paraguai i el Riu de la Plata de l'expansió portuguesa. Justament, després de la batalla de Mbororé, el 1641 (que va durar 10 dies), en la qual un exèrcit de guaranís al comandament dels jesuïtes (molts dels quals havien estat abans soldats) va derrotar a una bandeira (un exèrcit lusobrasileño de bandeirants), que se'ls va permetre per primera vegada als indígenes utilitzar armes de foc (si bé només les de menor calibre). Aquests exèrcits missioners van ser de gran utilitat durant els enfrontaments entre Espanya i Portugal en el Riu de la Plata.
Els jesuïtes no només els van ensenyar a treballar, resar i lluitar, sinó també música i altres arts (de les que encara es poden admirar es destaquen les «barroques» arquitectures exornades amb relleus barrocs ressaltats en les pedres carreus o tallats en els vermells maons de tipus romà. És així que, després de l'expulsió dels jesuïtes, molts guaranís es van traslladar a les ciutats colonials, com Corrientes, Asunción o Buenos Aires, on es van destacar com a compositors i mestres de música, argenters i pintors.
La Companyia de Jesús també es va instal·lar al sud del riu Salado entre els anys 1740 i 1753, per tal d'establir una població permanent a la frontera del virregnat. La seva intenció va ser la de fer sedentaris i instruir els indígenes a la doctrina cristiana. La primera reducció, va ser la «Reducció de la Mare de Déu en el Misteri de la seva Concepció dels Pampes», fundada l'any 1740 en el marge sud del riu Salado, pels pares Manuel Quevedo i Matías Strobel. La segona va ser la «Reducció de Nostra Senyora del Pilar de Puelches», fundada l'any 1746 propera a la marge de l'actual Laguna de los Padres, pels missioners Joseph Cardiel i Tomàs Falkner. Finalment, la «Missió dels Desemparats de Tehuelches o de Patagones», va ser fundada l'any 1749 a quatre llegües al sud de l'anterior, pel pare Lorenzo Balda. Allà van aconseguir evangelitzar a un gran nombre d'indis pampes. Strobel va intervenir entre les autoritats de Buenos Aires i els pampes per establir la pau entre ells. Falkner i el seu col·lega jesuïta Florián Paucke van recollir una gran informació sobre els costums i usos dels indis pampes i guaranís que van plasmar en llibres i exquisits dibuixos que van donar origen a l'etnografia a l'actual territori argentí.
Aquest desenvolupament econòmic va finalitzar durant el regnat de Ferran VI d'Espanya, quan Espanya es va enfrontar amb Portugal per la colònia del Sacramento, des de la qual es facilitava el contraban britànic pel Riu de la Plata. José de Carvajal va aconseguir el 1750 que Portugal renunciés a tal colònia i a la seva pretensió de lliure navegació pel Riu de la Plata. A canvi, Espanya va cedir a Portugal dues zones a la frontera brasilera, una a l'Amazònia i l'altra al sud, en la qual es trobaven set de les trenta reduccions guaranís dels jesuïtes. Els espanyols van haver d'expulsar els missioners jesuïtes, el que va generar un enfrontament amb els guaranís que va durar onze anys.

### Governació del Río de la Plata
Preocupat per no poder controlar simultàniament la situació política a Asunción (i la seva zona d'influència) i als contrabandistes de Buenos Aires, Hernandarias va sol·licitar i va obtenir el 1617 la divisió de la seva província en dues: la Governació del Paraguai, amb seu a Asunción, i la Governació del Río de la Plata, amb seu a Buenos Aires. Aquesta última incloïa les ciutats de Corrientes, Santa Fe i Concepción del Bermejo i les seves respectives zones d'influència.
Concepció del Bermejo havia exercit fins aleshores com a nexe entre el Paraguai i el Tucumán. La seva inclusió a la zona governada per Buenos Aires (en la qual quedava com un enclavament excèntric) i la modificació en la forma de vida dels indígenes del Chaco (amb el predomini dels guaycurúes, que havien adoptat el cavall per als seus atacs a les poblacions espanyoles) va determinar la ràpida decadència de la ciutat, que va acabar per ser abandonada el 1631.
Per intentar augmentar els costos i disminuir la demanda de béns de contraban, el 1622 es va establir una «duana seca» a la ciutat de Córdoba. No obstant això, el contraban va continuar.

### Economia colonial
Durant l'era colonial, i fins al Reglament de Comerç Lliure de 1778, l'economia del Tucumán i Cuyo estava dedicada a la producció béns de producció i béns de consum per als mercats de l'Alt Perú, Buenos Aires i Paraguai. Així, vins i aiguardent de Cuyo, mules de Córdoba, teixits de Salta i Tucumán, carretes de Córdoba i Tucumán, etc., es produïen sota l'empara del proteccionisme espanyol. Al segle xviii, sota els Borbons, l'actitud va començar a variar, buscant protegir els interessos comercials dels productors peninsulars en els mercats captius de les colònies.

### El mestissatge

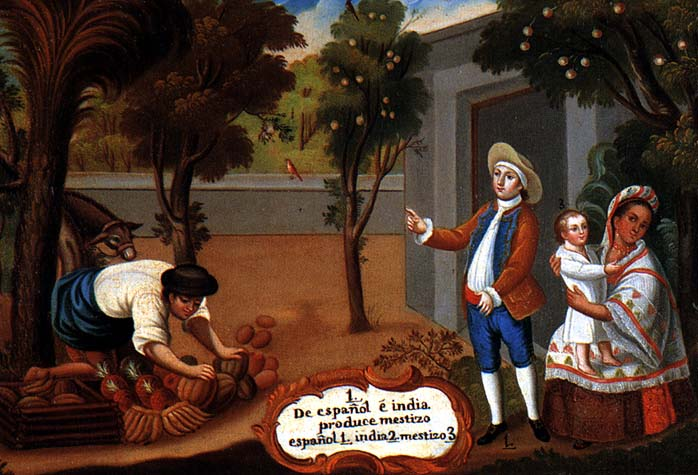
Família mestissa del. El mestissatge no es va limitar a l'etapa de la conquesta.

A diferència d'altres colonitzadors com els anglesos, que no admetien el mestissatge per considerar impures altres races que no fossin la seva, després de segles de convivència d'àrabs, jueus i cristians a la península Ibèrica, els castellans tenien menys prejudicis racials i per això es van formar matrimonis mixtos i, sobretot, unions sexuals extramatrimonials amb dones indígenes. Això es va deure també al fet que les dones castellanes sempre van ser escasses a Amèrica. L'exemple clàssic és el de Malintzin, amant d'Hernán Cortés, amb qui fins i tot va tenir un fill, Martín Cortés, que cal no confondre amb el seu fill legítim del mateix nom. Es pot observar en la pintura de Les castes la varietat de combinacions de mestissatge que van conviure a Amèrica durant la colònia. El lèxic de castes testimonia també la rigidesa d'aquest sistema. Avui dia, gràcies al mestissatge, la població dels països hispanoamericans comparteix avantpassats indígenes, europeus i africans, en diversos graus.

### Organització social
La societat colonial va presentar aspectes dissemblants d'acord amb la regió. A l'interior, es va determinar una societat de castes fortament diferenciades, els hacendados blancs se situaven al cim d'aquesta i al poder a les ciutats, eren educats i refinats, mentre que la pagesia mestissa estava en condicions quasi servils. La població negra era molt escassa, reduïda gairebé íntegrament al servei domèstic, excepte a les ciutats una mica més mercantils com Córdoba. Al moment de la independència de l'Argentina, existien encara algunes comanadories al nord-oest argentí.
En canvi, al Litoral argentí, i especialment a Buenos Aires, els estancieros, en aquells dies, encara no representaven el cim de la societat, sinó que eren productors mitjans, de caràcter rude degut l'activitat ramadera i que residien la major part del temps al camp. L'elit portenya (és a dir els pocs individus adinerats que residien a la llavors molt petita «ciutat» de Buenos Aires, gairebé al port d'aquesta ciutat) en aquests temps estava representada pels comerciants (molts d'ells dedicats a tot tipus de contraban), especialment al que irònicament va passar a ser anomenat «contraban exemplar», i fins i tot al tràfic d'esclaus capturats a l'Àfrica moltes vegades realitzat amb vaixells portuguesos i anglesos, tot i que els amos «capitalistes» (és a dir, els que «invertien» al «rendible negoci» de l'esclavitud) poguessin ser d'altres orígens (vegeu asiento i vaixell permés).

### Sistema de castes

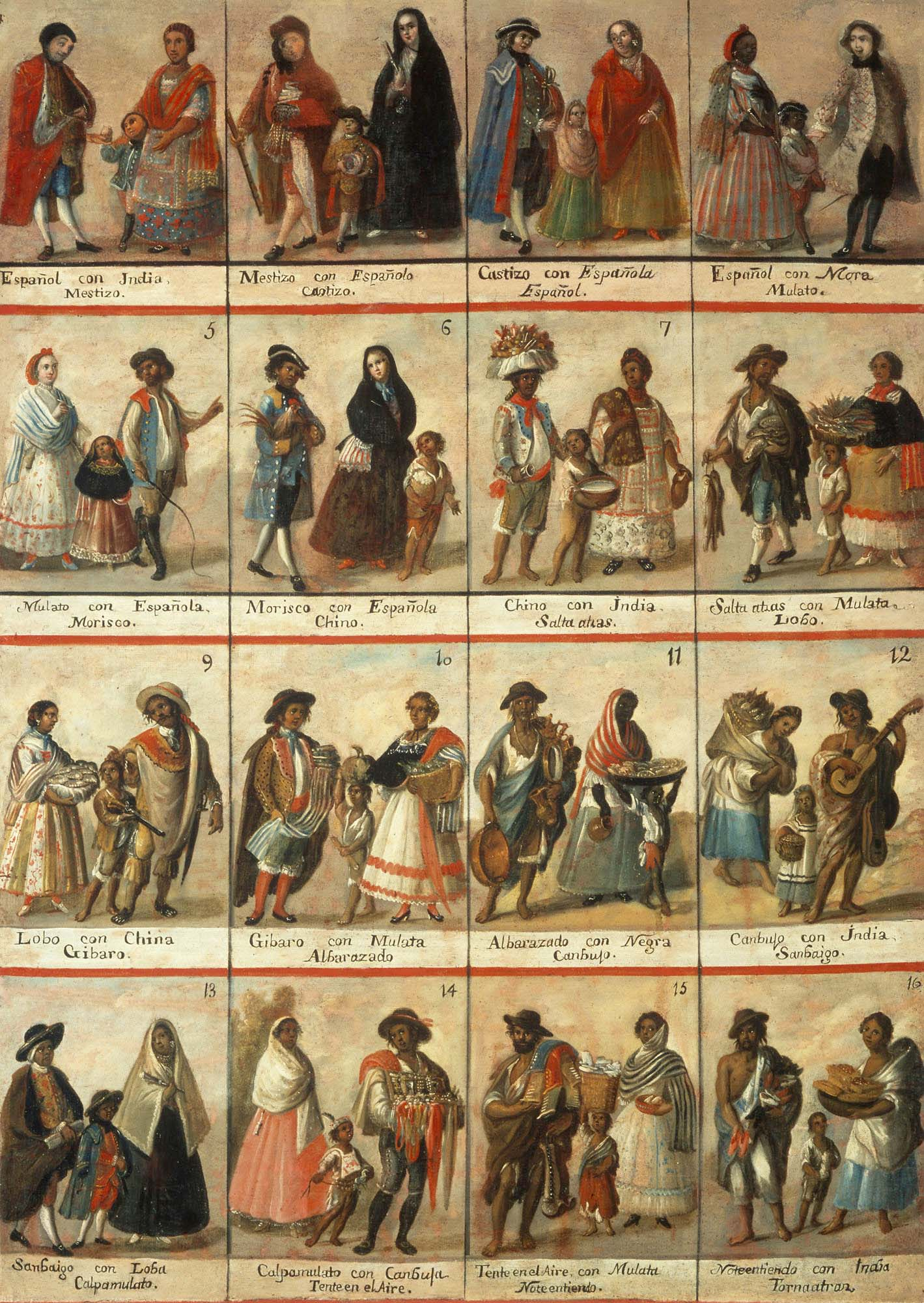
Les castes. Anònim,, oli sobre tela, 148x104 cm, Museu Nacional del Virregnat, Tepotzotlán (Mèxic)

En l'aspecte social, la colònia va ser organitzada sobre un sistema de castes basat en les nocions de raça, híbrid i de la «puresa de la sang». Els espanyols consideraven l'existència de tres «races»: l' «espanyola» o «blanca», la «índia» i la «negra». Del mestissatge entre aquestes tres races sorgien al seu torn els següents «híbrids»:
- Primer grau:

|       | Blanc   | Negre  | Indi    |
| ----- | ------- | ------ | ------- |
| Blanc | Blanc   | Mulato | Mestizo |
| Negre | Mulato  | Negre  | Zambo   |
| Indi  | Mestizo | Zambo  | Indi    |

- Segon grau:

|        | Blanc               | Negre                 | Indi              |
| ------ | ------------------- | --------------------- | ----------------- |
| Mulat  | Morisco / Tercerón  | Zambo / Grifo / Cabro | Mulato prieto     |
| Mestís | Castizo / Cuatralbo | -                     | Coyote / Tresalbo |
| Zambo  | Zambo prieto        | Lobo                  | Zambaigo          |

Al cim del sistema de castes se situaven els «espanyols peninsulars» (els espanyols nascuts a Espanya) i els «criolls» (els espanyols nascuts a Amèrica i registrats com a descendents legítims de pare i mare espanyols que gaudien de exactament els mateixos drets i obligacions que els espanyols peninsulars). Encara que en la colònia el mestissatge entre les diferents ètnies va ser un fenomen generalitzat, el sistema legal espanyol castigava «la barreja de sangs» que causava la seva impuresa o «manchado» (tacat). Indis, mestissos, mulats i negres van resultar postergats, ocupant els negres nascuts a l'Àfrica el lloc més baix.
| « | Els descendents de pares barrejats d'Espanyol i Negre romanen tacats per generacions incomptables i no poden escapar de la seva herència, o perdre la seva qualitat primitiva de Mulats. […] Passa el mateix amb la barreja de sang Negra amb l'Índia [...]. Amb la barreja contínua de sang Espanyola i l'Índia hi ha regressió als Indis. […] l'Indi pur és de sang pura, tant com l'Espanyol i els dos no estan en conflicte com estan els dos amb el Negre. Tot i que les barreges de sang Espanyola i Índia no poden escapar de la seva condició, romanen incontaminades, però quants graus les separen de la puresa?. | » |

Espanya havia imposat el cristianisme i l'idioma castellà en gran part de l'actual territori argentí. D'altra banda, en l'Amèrica espanyola regien els costums i modes espanyoles, així com les indoamericanes, i en menor mesura les franceses i africanes.

### Conflictes amb Portugal
La fundació de la Colònia del Sacramento pels portuguesos just davant de Buenos Aires el 1680, va venir a reafirmar el creixement del contraban. Presa mesos després pel governador del Riu de la Plata, José de Garro, amb un contingent d'indigenes de les Missions, va ser restituïda a Portugal un any després per un tractat. Colònia va ser novament presa el 1705, sota l'influx de la Guerra de Successió Espanyola, per ser retornada novament en 1715, aquesta vegada sota la influència del Tractat d'Utrecht. La baralla entre Espanya i Portugal pel Riu de la Plata va continuar el 1724, quan el governador espanyol Bruno Mauricio de Zabala funda la ciutat de Montevideo per evitar la presa d'aquesta badia per un contingent provinent del Brasil. El 1750, Espanya, pel Tractat de Permuta, intercanvia Colònia a canvi del Mato Grosso i part de les missions guaranís, originant una guerra entre bandeirantes i guaranís. Aquest tractat va ser al seu torn derogat el 1761, i el 1762, a causa de la Guerra dels Set Anys, el governador Pedro de Cevallos pren per tercera vegada Colònia, que és retornada a l'any següent per Espanya a canvi de l'Havana i Manila, preses pels anglesos.

## El Virregnat del Río de la Plata
Al llarg del segle xviii, els canvis polítics posats en pràctica pel Casal de Borbó que va reemplaçar al Casal d'Àustria a partir del 16 de novembre de 1700, l'Imperi Espanyol van transformar les dependències americanes, fins llavors «regnes» relativament autònoms, en colònies enterament dependents de decisions preses a Espanya en benefici d'ella. Entre aquestes mesures es va explicar la fundació del Virregnat del Río de la Plata el 1777, que va reunir territoris dependents fins llavors al Virregnat del Perú, i va donar una importància singular a la seva capital, la ciutat de Buenos Aires, que havia tingut escassa importància fins a aquest moment.
Al 1776, Espanya atorga la màxima prioritat a l'expulsió dels portuguesos del Riu de la Plata; per això és que es va decidir la creació del virregnat. Així és com Pedro de Cevallos és enviat a càrrec d'un important exèrcit, que va ser augmentat amb un contingent de guaranís, acostumats a lluitar amb els portuguesos. Cevallos pren Colònia i la destrueix, sembrant sal al lloc de forma simbòlica, ja que la ciutat seria després repoblada per criolls. Mentre preparava l'atac a la província portuguesa de Rio Grande do Sul, se signa en 1777 el Tractat de San Ildefonso, que repeteix les clàusules del Tractat de Permuta.
La creació del Virregnat del Río de la Plata va portar un auge a la ciutat de Buenos Aires, on en pocs anys, s'instal·larien l'administració burocràtica virreinal, la Duana (1778), el Consolat (1794) l'obra del qual va ser per iniciativa de Manuel Belgrano, l'Audiència (1785), el Protomedicat, l'Acadèmia de Nàutica i l'Escola de Dibuix (1798), aquesta última iniciativa va ser també de Belgrano. El primer diari neix l'any 1801, El Telégrafo Mercantil, que duraria poc a causa de la censura del virrei. El segon, el Semanario de Agricultura, Industria y Comercio, editat per Hipólito Vieytes el 1802, segueix la mateixa sort. La població de la ciutat creix de 9.568 habitants el 1744 a 32.069 el 1778, a més de 40.000 el 1797 i a gairebé 100.000 el 1810.
Amb la instal·lació del virregnat i el lliure comerç, es va instal·lar, encara per sobre de les classes socials tradicionals, una burocràcia a la qual només podia accedir els nadius espanyols i dels nobles, incloent als hidalgos americans, encara que en les posicions més baixes d'aquesta elit s'admetrien als criolls d'origen europeu sense titulació nobiliària. La multiplicació del comerç amb el Regne d'Espanya va portar la instal·lació de diverses cases comercials peninsulars que es van instal·lar a la ciutat, competint amb els comerciants criolls d'origen europeu, de menors recursos. D'aquesta manera, començava així la dicotomia entre ells.
A Buenos Aires, per aquesta època, un terç de la població era afroamericana, i si bé alguns es dedicaven a tasques domèstiques i la minoria a tasques agropecuàries, la gran majoria era instruïda en algun ofici (com sabater, per exemple), o es dedicaven al comerç ambulant, treballant d'aquesta manera per al benefici dels seus amos.
Més que qualsevol altre, el grup humà que va definir la colònia rioplatenca, encara que no fos present en totes les regions, va ser el gautxo. En un ambient social com el de les pampes, on el mestissatge va ser minoritari degut què l'eix estava centrat hegemònicament a la ciutat (i no al camp), va ser el que va motivar que el món pampeà, previ a l'aparició de l'estancia, fos una forma econòmica productiva paradigmàtica. Aquells que portaven la marca de la sang indígena estaven destinats a ser allunyats d'aquest món urbà. Nascuts de les trobades de les vaqueries i les tolderies, el seu món era el camp. El gautxo era un ésser seminòmada, que a vegades mantenia una família en un lloc fix, però que les majoria de les vegades passejava, treballant a estones, encara més, després de la fi de les vaqueries, per després partir quan ja no necessitava de la mateixa per a sobreviure. A partir del segle xviii és vist per les autoritats com a part dels «dropos i malentretinguts», criminals a qui cal combatre. Però serà més endavant que es plantejarà el problema del gautxo, en l'univers colonial no és un greu problema, ja que és part de la manera de vida tradicional pampeà.
En un primer moment, l'actitud va ser eliminar a la competència. A la localitat riojana d'Aimogasta es conserva la «olivera històrica», segons la tradició, la única supervivent de la tala ordenada per Carles III per eliminar la competència de les olives espanyoles a el Plata (curiosament, l'espanyol Antonio de Alcedo, en la seva obra Diccionario geográfico-histórico de las Indias Occidentales o América, de 1786-1789, esmenta que La Rioja (Argentina) «va tenir en un altre temps algunes oliveres, i veient els veïns les grans utilitats que els produïa l'oli van donar a economizar-lo de manera que ni per a les llànties de l'Església volien donar-lo, posant sèu en el seu lloc; des de llavors fos càstig del Cel o casualitat tot just es troba avui vestigi d'elles», una visió una mica diferent).
El lliure comerç va tenir conseqüències desastroses per a l'economia de l'interior de l'actual república Argentina, de la qual només alguns sectors, com l'aiguardent, les carretes i articles de muntura i transport, i els teixits de llana, van poder sobreviure. Per l'altre costat, els comerciants de Buenos Aires van tenir un sobtat augment de la seva activitat, el que va portar un augment comercial, de població i cultural a la capital del nou virregnat. El trasllat de la duana seca de Córdoba a Jujuy el 1696 va establir, per sempre, l'àrea econòmica sota domini porteny i la frontera nord de la futura Argentina. A la Pampa, durant la colònia, la principal activitat econòmica era la ramadera. Al principi, a causa de l'existència de milers de caps de bestiar feral, aquesta activitat s'efectuava a través de les «vaqueries», partides que s'internaven en la plana desolada per capturar i escorxar el bestiar boví, moltes vegades deixant la carn enrere, de menys valor econòmic. Quan aquest bestiar feral va començar a disminuir el seu nombre, va començar el moment de les estàncies i del bestiar marcat, i d'una major utilització de l'animal; van néixer llavors les fàbriques de sèu i els saladeros.